# Uschi Disl
Uschi Disl (Bad Tölz, Alemanya Occidental, 1970) és una biatleta alemanya, ja retirada, una de les més destacades de les dècades del 1990 i 2000.

## Biografia
Va néixer el 15 de novembre de 1970 a la ciutat de Bad Tölz, població situada a l'estat de Baviera, i que en aquells moments formava part de l'Alemanya Occidental i que avui en dia forma part d'Alemanya. Juntament amb la seva parella, el suec Tomas Söderberg, viu a Àustria.

## Carrera esportiva
Va participar en els Jocs Olímpics d'Hivern de 1992 realitzats a Albertville (França), on aconseguí guanyar la medalla de plata en la prova de relleus 3x7,5 km, així mateix finalitzà onzena en els 7,5 km. esprint i vint-i-quatrena en els 15 quilòmetres. En els Jocs Olímpics d'Hivern de 1994 realitzats a Lillehammer (Noruega) aconseguí guanyar novament la medalla de plata en la prova de relleus, en aquesta ocasió en els 4x7,5 km, i aconseguí guanyar la medalla de plata en els 15 quilòmetres. En la prova dels 7,5 km. esprint finalitzà en tretzena posició. En els Jocs Olímpics d'Hivern de 1998 realitzats a Nagano (Japó) aconseguí guanyar tres medalles olímpiques: la medalla d'or en la prova de relleus 4x7,5 km, la medalla de plata en els 7,5 km. esprint i la medalla de bronze en els 15 quilòmetres. En els Jocs Olímpics d'Hivern de 2002 realitzats a Salt Lake City (Estats Units) revalidà el títol de relleus i el segon lloc en la prova de 7,5 km. esprint, a més de finalitzar novena en els 10 km. persecució i dotzena en els 15 quilòmetres. La seva última participació, als 35 anys, fou en els Jocs Olímpics d'Hivern de 2006 realitzats a Torí (Itàlia), on aconseguí guanyar la medalla de bronze en la prova dels 12,5 km. amb sortida massiva, a més de finalitzar dotzena en els 15 km, desena en els 10 km. persecució i trenta-quatrena en els 7,5 quilòmetres.
Al llarg de la seva carrera ha guanyat en els Campionat del Món de biatló el total de 19 medalles, destacant els ors en les proves d'equips (1992, 1996), relleus 4x7,5 km. (1995, 1996, 1997 i 1999); 7,5 km. esprint (2005); 10 km. persecució (2005). Ha guanyat 40 proves de la Copa del Món de biatló (28 individuals i 12 per equips), finalitzant segona en la general d'aquesta competició en tres ocasions (1995/96, 1996/97 i 1997/98).